# 聖耶福列木
圣厄弗冷（敘利亞文：ܐܦܪܝܡ ܣܘܪܝܝܐ，拉丁化：Mor Afrêm Sûryāyâ，希臘文：Ἐφραίμ ὁ Σῦρος，英語：Ephrem the Syrian，306年—373年6月9日），四世纪敘利亞神學家，被天主教及東正教奉為聖人。
聖耶福列木在敘利亞東方正統教會中備受尊崇，並且在東正教會内被尊為可敬的教父之一，他的聖人歷为1月28日与和復活節前第7個星期六（紀念眾聖父）。1920年，天主教冊封其為教會聖師之一。
聖耶福列木創作了諸多聖詩、詩歌、講道集與經文註解，這實踐幾個神學的作品在異叢生的之後維護了教會端的正統信仰。他的作品在一些世紀廣為傳播，以至出現了許多托名聖耶福列木的作品。

## 生平
耶福列木 出生於羅馬帝國美索不達米亞省的尼西比斯市（現代土耳其努賽賓）。那時，尼西比斯地區的有多種宗教文化，包括當地的多神教、猶太教以及早期基督教的幾個變種。大多數人口講亞拉姆語，而希臘語和拉丁語是行政語言。這座城市由複雜的種族構成，分別由 亞述人、阿拉伯人、希臘人、猶太人、帕提亞人、羅馬人和伊朗人 組成。 
尼西比斯的第二任主教是雅各， 於 308 年被任命，耶福列木在他的社區領導下長大。雅各在 325 年被記錄為第一次尼西亞會議的簽字人。耶福列木年輕時受洗，這是敘利亞原始修道主義的一種不尋常形式。雅各任命以耶福列木為老師（敘利亞語 malp̄ānâ，這個頭銜仍然對敘利亞基督徒充滿敬意）。他在受洗後則被按立為執事。 他開始創作讚美詩和寫聖經評論，作為他教育的一部分。在他的讚美詩中，他有時稱自己為“牧人”（RRIDE，'allānâ），稱他的主教為“牧羊人”（Rā'yâ），並稱他的社區為“羊群”（RICS，Rā'yâ） ）。耶福列木被普遍認為是尼西比斯學院的創始人，在後來的幾個世紀裡，它是東方教會的學習中心。
337年，在羅馬帝國使基督教合法化和推廣基督教的君士坦丁一世去世。藉著這個機會，波斯的沙普爾二世展開了對羅馬北美索不達米亞的一系列攻擊。尼西比斯在 338、346 和 350 年被圍困。在第一次圍攻期間，耶福列木認為雅各主教用他的祈禱保衛了這座城市。在 350 年的第三次圍攻中，沙普爾改變了米格多紐斯河的路線，用以破壞尼西比斯的城牆。但尼西比斯人迅速修復了城牆，而波斯的象騎兵則陷入了濕漉漉的地面。耶福列木在讚美詩中慶祝了他所看到的城市奇蹟般的救贖，將尼西比斯描繪成像諾亞方舟一樣，在洪水中漂浮到安全的地方。
與耶福列木 一生的一個重要聯繫是尼西比斯的洗禮堂。銘文說它是在 359 年由沃洛吉西斯主教建造的。那一年，沙普爾再次進攻。尼西比斯周圍的城市皆被一一摧毀，其中的公民或被殺或被驅逐出境。君士坦提烏斯二世對節節連敗無法作出實質的反擊；但新的羅馬皇帝背教者尤利安給他帶來了料想之外的壓力。尤利安不僅擊敗了波斯軍隊，還在363年反攻到泰西封。但 363 年的戰役以尤利安在戰死而告終，他的軍隊選舉喬維安為新皇帝，為了拯救他的軍隊，他被迫將尼西比斯投降給波斯（也是在 363 年），並允許驅逐整個基督徒人口。 
耶福列木 和其他人首先前往阿米達（迪亞巴克爾），最終於 363 年定居在埃德薩（阿拉姆語中的烏爾海）。  50 多歲的耶福列木在他的新教堂裡投入了自己的事工，並在埃德薩學校繼續他的教師工作。埃德薩曾是阿拉姆語世界的重要中心，也是後來被稱為敘利亞語的特定中阿拉姆語方言的發源地。  這座城市充滿了相互競爭的哲學和宗教。耶福列木評論說，正統的尼西亞基督徒在埃德薩被簡單地稱為“帕盧提亞人”，以一位前主教的名字命名。亞流派、馬吉安主義、摩尼教、瓦倫丁諾斯底教派和各種諾斯底主義宣稱自己是真正的教會。在埃德薩居住了十年後，六十多歲的耶福列木在為瘟疫受害者服務時染上瘟疫離世。他去世的日期是 373 年 6 月 9 日。

## 著作
由 耶福列木 創作的四百多首讚美詩仍然存在。雖然有些已經遺失了，但耶福列木的生產力是毋庸置疑的。教會歷史學家 索佐門認為耶福列木寫了超過 300 行讚美詩。耶福列木在他的寫作中結合了三重遺產：他借鑒了早期拉比猶太教的模式和方法，並巧妙地參與了希臘科學和哲學，而且喜歡美索不達米亞和波斯的神秘學傳統。
耶福列木最重要的作品是他的抒情詩，教學讚美詩（REXTENSE，madrāšê）。  這些讚美詩充滿了來自聖經、民間傳統和其他宗教和哲學的豐富而富有詩意的意象。 madrāšê 以音節詩節的形式寫成，並採用了超過 50 種不同的格律方案。每個 madrāšâ 都有它的 qālâ (RRR)，這是一首傳統的曲調，由它的開場線來識別。不過這些 qālê 現在都丟失了。瓦倫丁諾斯底教派的巴爾達桑和摩尼創作了 madrāšê，而耶福列木認為這種媒介是反對他們主張的合適工具。 madrāšê 聚集成各種讚美詩循環。每個組都有一個標題——Carmina Nisibena、論信仰、論天堂、論童貞、反對異端邪說——但其中一些標題並不能代表整個組別（例如，只有 Carmina Nisibena 的前半部分是關於尼西比斯）。每個 madrāšâ 通常都有一個副歌（RRECURD，'ûnîṯâ），在每節之後重複。後來的作家認為 madrāšê 是由全女性合唱團用七弦琴來演唱的。
特別有影響力的是他的《反對異端的讚美詩》。 耶福列木用這些來警告他的羊群有可能分裂早期教會的異端邪說。他哀嘆信徒“被各種教義之風，被人的詭計，被他們的詭計和詭計左右搖擺”（弗 4:14）。  他設計了充滿教義細節的讚美詩，以使思想正確的基督徒免受異端邪說的侵害，例如教條主義。反對異端的讚美詩使用豐富多彩的隱喻來描述基督的化身為完全的人性和神聖。耶福列木斷言，基督人性與神性的統一代表了和平、完美和救贖。相比之下，幻教主義和其他異端邪說試圖分裂或貶低基督的本性，並在這樣做的過程中，用他們的錯誤教導來撕裂和貶低基督的追隨者。
耶福列木還寫了詩篇講道（RRRAPI，mêmrê）。這些詩歌佈道的數量遠遠少於madrāšê。 mêmrê 寫成七音節對聯（成對的行，每行七個音節）。
耶福列木著作的第三類是他的散文作品。他寫了一篇關於 《四福音合參》的聖經評論，其敘利亞語原版於 1957 年被發現。他的《創世記和出埃及記》是對《創世記》和《出埃及記》的詮釋。同時在亞美尼亞語的作品中有中對使徒行傳和保羅書信的評論。
耶福列木還寫了對 巴爾達桑、摩尼、馬吉安 和其他人的反駁。  
敘利亞教會仍然使用耶福列木的許多讚美詩作為年度崇拜週期的一部分。這些禮儀讚美詩中的大多數都是經過編輯和合併的原始版本。
1955 年至 1979 年間，Dom Edmund Beck 編寫了最完整、最重要的真實 Ephrem 文本，作為 Corpus Scriptorum Christianorum Orientalium 的一部分。
耶福列木被歸功於諸如《妓女聖瑪麗的生平》之類的聖徒傳記，儘管這一榮譽受到質疑。